# Biblioteca pública de Windhoek
La Biblioteca pública de Windhoek (en inglés: Windhoek Public Library) es una biblioteca pública en el centro de Windhoek, la capital del país africano de Namibia. Construida en 1925, está situado cerca de la Alte Feste, una fortaleza que es la sede del Museo Nacional de Namibia. En febrero de 2009, la biblioteca comenzó obras de remodelación por valor de N $ 700.000, que incluyen el reemplazo de las alfombras con azulejos de cerámica, agregar aire acondicionado, aumentar la iluminación y crear un cibercafé público.